# Sinématiali
Sinématiali est une localité du nord de la Côte d'Ivoire. Elle est le chef-lieu du département de Sinématiali, dans la région du Poro. L'autorité municipale de ladite ville est M. Donasso Abou Coulibaly, élu le 2 septembre 2023.
La population y est essentiellement constituée de Sénoufos (Nafaanra) et Malinkés (Dioulas). 
La Sous-Préfecture de Sinématiali compte 91 villages leur population en 2014, dont Gnouakaha, Katingaha et Kolokaha.

## Représentation politique
| Date d'élection | Identité         | Parti | Qualité         | Statut |
| --------------- | ---------------- | ----- | --------------- | ------ |
| 2012            | Yves Koné        | RDR   | Homme politique | élu    |
| 2021            | Fidèle Sarassoro | RHDP  | Homme politique | élu    |

## Personnalités liées à la commune
- Laurent Dona Fologo (1939-2021), ancien président du Conseil économique et social de Côte d'Ivoire
- Coulibaly Tiémoko Yadé, président du conseil régional de la région du Poro, Premier vice Président du Conseil économique et social de Côte d'Ivoire
- Bema Dogoni, premier maire de la commune (1985-2000), premier vice-président du Conseil régional de Korhogo (2000-2010)
- Fidèle Sarassoro, homme politique, directeur de cabinet du président de la république de Côte d'Ivoire et président du conseil régional du Poro[4]